# Symbios
Symbios je pilotní projekt sdíleného bydlení v Brně, který reaguje na problematiku odchodu mladých dospělých z dětských domovů. Městská část Brno-střed poskytla za zvýhodněnou cenu nájem osmi bytů 2+1 v ulici Křenová 57, které od 4. 7. 2019 obývají mladí dospělí z dětských domovů spolu se studenty tří brněnských univerzit. Celkem se do projektu zapojilo osm mladých dospělých a osm studentů: pět studentů z Masarykovy univerzity, dva studenti z Vysokého učení technického a z Mendelovy univerzity jeden student. Symbios navazuje na podobný projekt VinziRast-Mittedrin ve Vídni, který nabízí sdílené bydlení studentům a lidem bez domova, kteří usilují o návrat do pracovního života.

## Realizace projektu
Zakladatelem projektu Symbios je environmentální etik, filosof a gestalt terapeut Bohuslav Binka. Inspiroval se několika návštěvami rakouského projektu VinziRast Mittedrin ve Vídni, kam jezdil od roku 2007 spolu se studenty na exkurze v rámci projektu Masarykovy univerzity EkoInkubátor. Administrativu a asistenci projektu Symbios zajišťuje projektový tým z Fakulty sociálních studií Masarykovy univerzity: Petra Bernatíková, Zdeňka Lechnerová, Ester Koňařová a Tereza Modráková. Vedoucí projektu je Markéta Mikulčáková. Zahájení sdíleného bydlení Symbios umožnila kampaň Hithit, v níž lidé přispěli částkou 103 603 korun.
V roce 2019 poskytla městská část Brno-střed pro účely projektu osm obytných bytů velikosti 2+1, do kterých se v létě začali postupně stěhovat mladí dospělí a studenti vysokých škol. V každém bytě bydlí jeden student vysoké školy a jeden mladý dospělý opouštějící dětský domov. K dispozici mají vlastní pokoj, společnou kuchyňku a sociální zařízení, ale také místnosti, které jsou společné pro všechny obyvatele domu. Právě tyto místnosti mají sloužit ke společným aktivitám a k řešení každodenních životních situací.
V současné době se projektu účastní osm studentů napříč univerzitami. Jedná se o čtyři ženy a čtyři muže ve věkovém rozmezí 19 až 26 let, ve stejném zastoupení jsou i noví nájemci bytů z řad mladých dospělých z dětských domovů. Spolu s nimi obývají prostory i dvě mentorky, gestalt terapeutka Alice Tichá a expertka na zážitkovou pedagogiku Eliška Kučerová. Pro obyvatele sdíleného bydlení zařizují ve společenských místnostech různé workshopy, vzdělávací kurzy, besedy, zároveň ale řeší případné problémy a nabízí zprostředkování psychoterapeutické péče. Jednou za tři týdny se koná setkání všech spolubydlících ve společenských prostorách, na kterém se řeší případné spory, ale i technické problémy. Supervizorem projektu je terapeut a supervizor David Odstrčil.
Za realizací projektu stojí Masarykova univerzita, městská část Brno-střed, magistrát města Brna a nezisková organizace EkoInkubátor z. ú. ve spolupráci s Katedrou environmentálních studií, Katedrou sociální politiky a sociální práce, Katedrou psychologie Fakulty sociálních studií MU a s Katedrou speciální pedagogiky Pedagogické fakulty MU. Mezi významné partnery patří také Kurátoři Brno (práce s mladými dospělými) a Městská část Brno-střed. Na projektu dále spolupracují organizace JANUS, Mimo domov, Your Chance, Dětský domov Dagmar, magistrát města Brna a Impact Hub Brno.

## Idea
Symbios řeší systémový problém České republiky, který se v zjednodušené podobě může označit jako selhání státu v pomoci mladým dospělým úspěšně zahájit samostatný život po opuštění dětského domova. Stát na pomoc v této fázi do značné míry rezignoval a pokud mladým dospělým nepomůže jejich vlastní dětský domov, jsou na přechod do samostatného života ve velmi náročném období sami. Symbios má ukázat, že kombinace jistoty (spočívající v stabilním bydlení, v možnosti dlouhodobých vztahů se spolubydlícími i mentorkami, pomoci s nalezením práce) a možnosti převzít odpovědnost za vlastní chování a rozhodování podporuje úspěšný přechod do samostatnosti. Možnost stabilního bydlení a sociálního zázemí má mladé dospělé podpořit na jejich cestě k dospělosti, nikoli zbavit je odpovědnosti. Proto jsou součástí Symbiosu i základní závazná pravidla. Nájemci se mají sami rozhodovat a nést za své rozhodnutí následky. Například mohou dvakrát po sobě odsunout placení nájmu, pokud by ale ani poté nájem nezaplatili, budou muset sdílené bydlení opustit. Tvůrci Symbiosu kladou důraz především na dvě složky projektu – zprostředkovat mladým dospělým jistotu a pomoci jim se získáním pracovních zkušeností. Chtějí se naopak vyhnout dohledu, hodnocení či kladení viny.

#### 1. Jistota
S podmínkou poctivého placení nájmu má každý účastník projektu Symbios jisté bydlení na čtyři až pět let. Vidinou zakladatelů projektu je také vytvoření dlouhodobých vztahů mezi mladými dospělými, studenty a mentorkami.

#### 2. Pomoc se získáním pracovních zkušeností
Mentorky pomáhají mladým dospělým se sháněním pracovních zkušeností a podporují je v jejich seberealizaci.
Zúčastněným studentům má projekt přinést možnost nahlédnout svět z jiného pohledu mladých dospělých a pobývat ve společenství, které by jinak neměli možnost zažít.

## Symbios v médiích
- Deti z domova bývajú so študentami: Keď opustia detské domovy, štát im nedá nič, my im dávame pocit bezpečia, (2019, Dobré noviny)
- Lidé z dětských domovů budou bydlet se studenty, (2019, TV BRNO1)
- V Brně začíná projekt sdíleného bydlení vysokoškoláků a mladých lidí z dětských domovů (2019, Český rozhlas)
- Odvrátit od cesty ke dnu, ještě než na ni vykročí (2018, Deník referendum)
- Usnadní začlenění. Vysokoškoláci a odrostlí z dětských domovů budou bydlet spolu (2018, deník.cz)
- Záznam z vysílání Události v regionech Brno plus (2018, Česká Televize)
- Záznam z vysílání Události v regionech Brno (2017, Česká Televize)